# Elias Ximenes do Prado Júnior
Elias Ximenes do Prado Júnior (Parnaíba, 30 de junho de 1952 - São Paulo, 8 de maio de 2002) foi um economista e politico brasileiro com atuação no Piauí onde foi deputado estadual.

## Dados biográficos
Filho do ex-prefeito de Parnaíba, Elias Ximenes do Prado, foi aprovado em vestibular para cursar economia na Universidade Federal do Piauí e como o pai, entrou na política e no pleito das Eleições estaduais no Piauí em 1998 foi eleito deputado estadual pelo PDT com 12.831 votos e no governo Mão Santa foi presidente da Companhia de Habitação do Piauí - COHAB-PI.